# Abraxas albiplaga
Abraxas albiplaga là một loài bướm đêm thuộc họ Geometridae. Nó được Warren miêu tả năm 1894. Nó được tìm thấy ở miền nam Sulawesi.